# Luxemburgs basketbalteam (mannen)
Het Luxemburgs nationaal basketbalteam is een team van basketballers dat Luxemburg vertegenwoordigt in internationale wedstrijden. Fédération Luxembourgeoise de Basket-Ball (FLBB) is verantwoordelijk voor het nationale team. De meest succesvolle jaren kende het Luxemburgs basketbalteam in de jaren '40 en jaren '50 toen het zich drie keer wist te plaatsen voor de Eurobasket. Luxemburg was tijdens de Europese kampioenschappen van zowel 1946 als 1951 en 1955 aanwezig. Voor het Wereldkampioenschap basketbal en de Olympische Zomerspelen wist het basketbalteam van Luxemburg zich nooit te plaatsen. 

## Luxemburg tijdens internationale toernooien

### Eurobasket
- Eurobasket 1946: 8e
- Eurobasket 1951: 17e
- Eurobasket 1955: 15e